# Список президентів Домініки
Президент Домініки — глава держави Домініка. Обирається парламентом та відіграє церемоніальну роль.
Посада з'явилась після проголошення незалежності Співдружності Домініки від Великої Британії 1978 року.

## Президенти Співдружності Домініки з 1978 року
|     | Ім'я                                                      | Портрет | Початок повноважень | Закінчення повноважень | Політична партія                 |
| --- | --------------------------------------------------------- | ------- | ------------------- | ---------------------- | -------------------------------- |
|     | Льюїс Кулс-Лартіг (в. о.)                                 |         | 3 листопада 1978    | 16 січня 1979          | незалежний                       |
| 1-й | Фред Дегазон                                              |         | 16 січня 1979       | 29 січня 1980          | незалежний                       |
|     | Льюїс Кулс-Лартіг (в. о. у зв'язку з еміграцією Дегазона) |         | 15 червня 1979      | 16 червня 1979         | незалежний                       |
|     | Дженнер Армор (в. о. у зв'язку з еміграцією Дегазона)     |         | 21 червня 1979      | 25 лютого 1980         | незалежний                       |
| 2-й | Ореліус Марі                                              |         | 25 лютого 1980      | 19 грудня 1983         | незалежний                       |
| 3-й | Кларенс Сеньйоре                                          |         | 19 грудня 1983      | 25 жовтня 1993         | Домінікська лейбористська партія |
| 4-й | Кріспін Соргайндо                                         |         | 25 жовтня 1993      | 5 жовтня 1998          | Домінікська партія свободи       |
| 5-й | Вернон Шоу                                                |         | 6 жовтня 1998       | 1 вересня 2003         | Об'єднана робітнича партія       |
| 6-й | Ніколас Ліверпул                                          |         | 2 вересня 2003      | 17 вересня 2012        | незалежний                       |
| 7-й | Еліуд Вільямс                                             |         | 17 вересня 2012     | 2 жовтня 2013          | Домінікська лейбористська партія |
| 8-й | Чарлз Саварін                                             |         | 2 жовтня 2013       | нині на посаді         | Домінікська лейбористська партія |